# Nicholas Brendon
Nicholas Brendon Schultz (* 12. dubna 1971 Los Angeles, Kalifornie) je americký herec.
Na televizní obrazovce debutoval drobnou rolí v jedné epizodě sitcomu Ženatý se závazky (1993), v seriálu Buffy, přemožitelka upírů hrál v letech 1997–2003 jednu z hlavních postav, Alexandera Harrise. Po roce 2000 se objevil např. ve filmech Opravdu děsná plážová party (2000) a Zlaté Vánoce (2009), působil v krátce vysílaném seriálu Šéfkuchař nadivoko (2005), daboval v animovaném seriálu Americký drak (2006–2007) či hostoval v seriálech Beze stopy (2009) a Private Practice (2010–2011). Jako vedlejší postava se pravidelně objevuje v seriálu Myšlenky zločince (od 2007).
V letech 2001–2007 byla jeho manželkou herečka Tressa DiFiglia, dne 1. října 2014 se oženil se svou přítelkyní Moondou Tee.
Jeho bratr, dvojče, Kelly Donovan je hercem a kaskadérem.